# Distretto di Hacıqabul
Il distretto di Hacıqabul (in azero: Hacıqabul rayonu) è un distretto (rayon) dell'Azerbaigian con  capoluogo Hacıqabul.